# Vladimir Žabotinskij
Vladimir (Ze’ev) Evgen’evič Žabotinskij (scritto talvolta anche come Jabotinsky; in ucraino Володи́мир (Зеєв) Євге́нович Жаботи́нський?, Volodymyr (Zejev) Jevhenovyč Žabotyns'kyj; in ebraico: זאב ז'בוטינסקי, Ze'ev Zhabotinski; ortografia yiddish: וולאַדימיר זשאַבאָטינסקי; Odessa, 18 ottobre 1880 – New York, 4 agosto 1940) è stato un politico russo, tra i capifila del «revisionismo sionista» nonché scrittore, oratore, soldato, e fondatore dell'Organizzazione per l'autodifesa ebraica a Odessa.
Contribuì, durante la prima guerra mondiale, alla creazione della Legione Ebraica dell'Esercito britannico; fondò a Civitavecchia le basi della futura marina israeliana e fu tra i fondatori e leader dell'Organizzazione Nazionale Militare sionista Irgun.

## Biografia

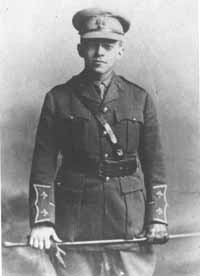
Il ten. Žabotinskij nell'uniforme del 38° Royal Fusiliers

Nato ad Odessa, crebbe in una famiglia ebraica di estrazione media e studiò nelle scuole russe. Nonostante prendesse lezioni di ebraico fin da bambino, nella sua biografia Žabotinskij affermava che la propria educazione si alienava dalla tradizione e dalla fede giudaica. Il talento di Žabotinskij per il giornalismo divenne evidente ancor prima che terminasse gli studi secondari. Il primo articolo fu pubblicato in un giornale della città quando aveva ancora sedici anni.
Subito dopo il conseguimento della laurea fu inviato a Berna in Svizzera e più tardi in Italia come reporter della stampa russa. Pubblicava articoli sotto lo pseudonimo di "Altalena" (in italiano). Durante la permanenza all'estero studiò giurisprudenza all'Università La Sapienza di Roma, ma fu solo dopo il suo ritorno in Russia che raggiunse la qualifica di avvocato. I propri dispacci dall'Italia gli valsero il riconoscimento di uno dei più brillanti giornalisti di lingua russa: in patria cominciò l'attività di editore in lingua russa, yiddish e ebraico. Sposò Anna Markova Gelperin alla fine del 1907. Ebbe un figlio, Eri che morì dopo la guerra dei sei giorni all'età di 59 anni, alla stessa età in cui era morto suo padre.

### Attività sioniste in Russia
Dopo il pogrom di Kishinev del 1903, Žabotinskij si unì al movimento ideologico sionista, in cui presto divenne un importante esponente e un efficace oratore. Con la concreta probabilità di ulteriori pogrom all'orizzonte, Žabotinskij costituì l'Organizzazione Ebraica di Autodifesa, un gruppo militante ebraico che doveva salvaguardare le comunità ebraiche della Russia. Žabotinskij divenne un punto di acuta controversia all'interno della comunità ebraica russa a causa delle azioni da lui organizzate. All'incirca in quello stesso tempo, s'impose l'obiettivo di studiare l'ebraico moderno e mutò il nome di Vladimir in quello di Ze'ev ("lupo").
Durante i pogrom, organizzò unità di autodifesa nelle comunità ebraiche in tutta la Russia e si batté anche per i diritti civili della popolazione ebraica. Il suo slogan fu: "meglio avere un'arma e non aver bisogno di usarla che averne bisogno e non averla!" Un altro slogan fu: "Giovani ebrei, imparate a sparare!" In quello stesso anno Žabotinskij fu eletto delegato russo al VI Congresso sionista di Basilea (Svizzera). Dopo la morte di Herzl nel 1904 divenne il capo dell'ala destra sionista. Nel 1906 fu uno dei principali relatori della Conferenza Sionista Russa di Helsingfors (Helsinki), che chiamò gli ebrei d'Europa a impegnarsi nel Gegenwartsarbeit (lavoro nel presente) e a unirsi insieme per richiedere l'autonomia per le minoranze etniche in Russia.
Rimase fedele a questo approccio liberale, affermando anni dopo il suo rispetto per i cittadini arabi del futuro Stato d'Israele da lui auspicato: "Ognuna delle sue comunità etniche sarà riconosciuta come autonoma e uguale agli occhi della legge." Nel 1909 criticò ferocemente i leader della comunità ebraica che avevano partecipato alle cerimonie per il centesimo compleanno dello scrittore russo Nikolaj Gogol. A causa delle opinioni antisemitiche di Gogol, egli affermò che era inconcepibile che gli ebrei russi prendessero parte a quelle cerimonie e che ciò indicava una mancanza di rispetto per se stessi dei suoi correligionari e compatrioti

### Carriera militare

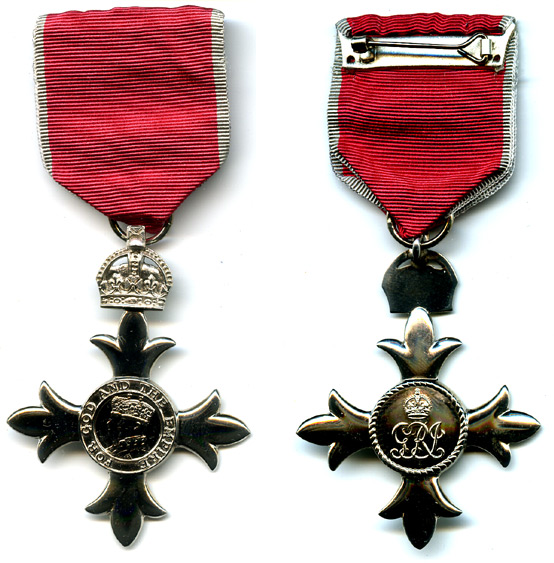
Onorificenza dell'Ordine dell'Impero Britannico, recto e verso

Durante la prima guerra mondiale concepì l'idea di costituire una Legione Ebraica per combattere a fianco del Regno Unito contro gli Ottomani che all'epoca controllavano la Palestina. Nel 1915, insieme con Iosif Trumpeldor, un veterano della guerra russo-giapponese rimasto con un solo braccio, creò la Legione Ebraica, che consisteva di varie centinaia di ebrei, per lo più russi, che erano stati mandati in esilio fuori dalla Palestina dagli Ottomani e che s'erano insediati in Egitto. L'unità partecipò valorosamente nella catastrofica battaglia di Gallipoli. Quando il Zion Mule Corps fu disciolto, Žabotinskij si recò a Londra, dove proseguì negli sforzi di istituire unità ebraiche per combattere in Palestina come parte dell'esercito di Sua Maestà britannica.
Sebbene Žabotinskij non avesse servito nel Zion Mule Corps, Trumpeldor, Žabotinskij e 120 componenti del Z.M.C. servirono nel Plotone 16/20º Battaglione del London Regiment. Nel 1917, il governo accordò l'autorizzazione a costituire tre battaglioni ebraici, nucleo della erigenda Legione Ebraica. Žabotinskij operò nella valle del Giordano nel 1918 e fu decorato per il suo valore. Come ufficiale nel 38° Fucilieri Reali, Žabotinskij combatté col Generale Edmund Allenby nel 1917, e fu decorato con l'onorificenza dell'Ordine dell'Impero Britannico per aver comandato la prima compagnia che attraversò il fiume Giordano, passando in Palestina.

### L'autodifesa ebraica
Dopo che Ze'ev Žabotinskij fu congedato dall'esercito del Regno Unito nel settembre 1919, cominciò apertamente ad addestrare ebrei all'autodifesa e all'uso di armi portatili. Dopo i moti in Palestina del 1920, su domanda della leadership araba, i militari del Regno Unito setacciarono gli uffici e gli appartamenti della leadership sionista, incluse le abitazioni di Weizmann e di Žabotinskij, alla ricerca di armi. Nella casa di Žabotinskij trovarono 3 fucili, 2 pistole e 250 confezioni di munizioni. Diciannove uomini vennero arrestati, incluso Žabotinskij.
Un comitato d'inchiesta attribuì la responsabilità dei moti del 1920 alla Commissione Sionista, colpevole di aver provocatoriamente colpito gli arabi. Žabotinskij ebbe 15 anni di prigione per possesso di armi. La corte ne biasimò il "Bolscevismo", dichiarando che esso "s'era insediato nel profondo del cuore del Sionismo" e sarcasticamente additò la posizione fieramente anti-socialista di Žabotinskij e quella schiettamente allineata agli ideali socialisti del partito Poalei Zion ('Lavoratori Sionisti'), che fu definita "un'istituzione certamente bolscevica". A seguito delle proteste pubbliche nei confronti del verdetto, egli ottenne l'amnistia e fu rilasciato dalla prigione Acri.

### Fondatore del movimento revisionista
Nel 1920, Žabotinskij fu eletto nella prima Assemblea dei Rappresentanti in Palestina. L'anno seguente fu eletto nel Consiglio Esecutivo dell'Organizzazione sionista mondiale. Fu anche tra i fondatori della nuova Keren Hayesod e lavorò come direttore della propaganda. Abbandonò però la corrente principale del movimento sionista nel 1923, a causa di contrasti d'opinione tra lui e il presidente, Chaim Weizmann, e formò il nuovo Partito revisionista sionista, chiamato Alleanza dei Sionisti Revisionisti e del suo movimento giovanile, il Betar (un acronimo ebraico di "Lega di Iosif Trumpeldor").
Il suo nuovo partito chiedeva che la corrente principale del movimento sionista riconoscesse tra i suoi fondamentali obiettivi lo stabilimento di uno Stato ebraico; su una o entrambe le sponde del fiume Giordano. Il suo fine principale era di istituire un moderno Stato ebraico con l'aiuto e la collaborazione dell'Impero britannico. La sua filosofia contrastava con quella dei socialisti laburisti, e per questo egli focalizzò la sua politica economica e sociale sugli ideali vigenti tra la classe media ebraica in Europa. Anglofilo com'era, l'ideale di Žabotinskij per la nascita di uno Stato ebraico era una forma di Stato-nazione basato ampiamente sul modello imperiale del Regno Unito, la cui mancanza di fiducia accordatagli egli deplorava. La sua base di sostegno era per lo più situata in Polonia, e le sue attività erano concentrate per ottenere il sostegno del Regno Unito per lo sviluppo dell'Yishuv. Un'altra area di importante consenso alle tesi di Žabotinskij fu la Lettonia, in cui i suoi infiammati discorsi in Russo destavano grande impressione sulla maggioranza russofona della comunità ebraica locale.

### Žabotinskij e Mussolini

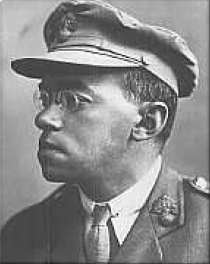
Ze'ev Žabotinskij durante la prima guerra mondiale.

Nel 1930, mentre era in visita in Sudafrica Žabotinskij fu informato dall'Ufficio Coloniale del Regno Unito che non gli sarebbe stato consentito di tornare in Palestina. Egli aveva tuttavia stabilito che il movimento non dovesse essere monolitico e per questo vi sorsero tre differenti fazioni, di cui quella di Žabotinskij era la più moderata.
Žabotinskij era favorevole alla cooperazione politica col Regno Unito, mentre la maggior parte delle persone d'ideali irredentistici come David Raziel, Abba Ahimeir e Uri Zvi Greenberg progettavano un'azione del tutto indipendente nella Palestina mandataria, combattendo politicamente contro i socialisti sionisti che erano la maggioranza, e militarmente contro le autorità del Regno Unito, reagendo a ogni attacco arabo. Durante il suo esilio Žabotinskij aveva osservato dapprima con interesse Benito Mussolini come un potenziale alleato contro il Regno Unito e contatti discreti erano stati avviati con l'Italia. Proprio a Civitavecchia, su proposta di Žabotinskij e per volontà di Mussolini, furono gettate le basi della futura marina di Israele. Tuttavia, al contrario dei Massimalisti di Abba Ahimeir, Žabotinskij non abbracciò mai il fascismo, immaginando invece un futuro democratico per la Palestina ebraica.
Nel 1932 fu iniziato in Massoneria, ma poi fu ufficialmente radiato nel 1936.

### Piano di evacuazione degli ebrei della Polonia Ungheria e Romania
Durante gli anni trenta, Žabotinskij fu profondamente assorbito dalla situazione delle comunità ebraiche in Europa orientale, specialmente quelle della Polonia. Nel 1936, Žabotinskij preparò il cosiddetto 'piano di evacuazione', che mirava ad evacuare l'intera popolazione ebraica dalla Polonia, dall'Ungheria e dalla Romania alla volta della Palestina. Ancora nel 1936 egli viaggiò nell'Europa orientale, incontrando il ministro degli esteri polacco, il col. Józef Beck; il Reggente dell'Ungheria, l'amm. Miklós Horthy e il primo ministro rumeno Gheorghe Tătărescu per discutere di un simile piano d'evacuazione. Il piano ottenne il consenso di tutti e tre i governi ma causò gravi controversie con l'ebraismo polacco, dal momento che esso coinvolgeva per la sua realizzazione l'elemento polacco ferocemente anti-semita.
In particolare il fatto che il 'piano di evacuazione' avesse avuto l'approvazione del governo polacco fu considerato da numerosi ebrei polacchi come la riprova che Žabotinskij aveva ottenuto quell'adesione in quanto i polacchi consideravano quello ebraico come un popolo colpevole. L'evacuazione delle comunità ebraiche polacche, ungheresi e romene fu posposta di un decennio. La controversia tuttavia fu espressa quando il Regno Unito aveva già espresso il proprio veto, e il presidente dell'Organizzazione sionista mondiale, Chaim Weizmann, la bocciò. Due anni dopo, nel 1938, Žabotinskij affermò in un discorso che gli ebrei polacchi vivevano 'sul bordo di un vulcano' e che mise in guardia sul fatto che un'ondata di cruenti super-pogrom si sarebbe verificata in un prossimo futuro in qualche parte della Polonia. Žabotinskij ammonì gli ebrei d'Europa che avrebbero dovuto abbandonare i loro paesi per la Palestina non appena possibile.

### Fede nell'integrazione della minoranza araba
Žabotinskij aveva una personalità assai complessa, in cui il cinismo si combinava con l'idealismo. Era convinto che non vi fosse alcuna alternativa per gli ebrei diversa dall'insediarsi in qualsiasi parte della Palestina senza l'opposizione degli arabi, ma credeva anche che lo Stato ebraico futuro potesse essere una casa per i cittadini arabi. Nel 1934 scrisse un abbozzo di costituzione dello Stato ebraico avvenire, in cui dichiarava che la minoranza araba avrebbe goduto di uguali diritti della controparte ebraica "in tutti i settori della vita pubblica del Paese". Le due comunità avrebbero condiviso i doveri connessi alla vita pubblica dello Stato, tanto militari quanto civili, e avrebbero fruito di identiche opportunità. Žabotinskij propose che ebrei ed arabi avrebbero goduto di identici diritti e che "in ogni governo in cui il primo ministro fosse stato un ebreo, il vice-primo ministro sarebbe stato un arabo, e viceversa".

### Morte

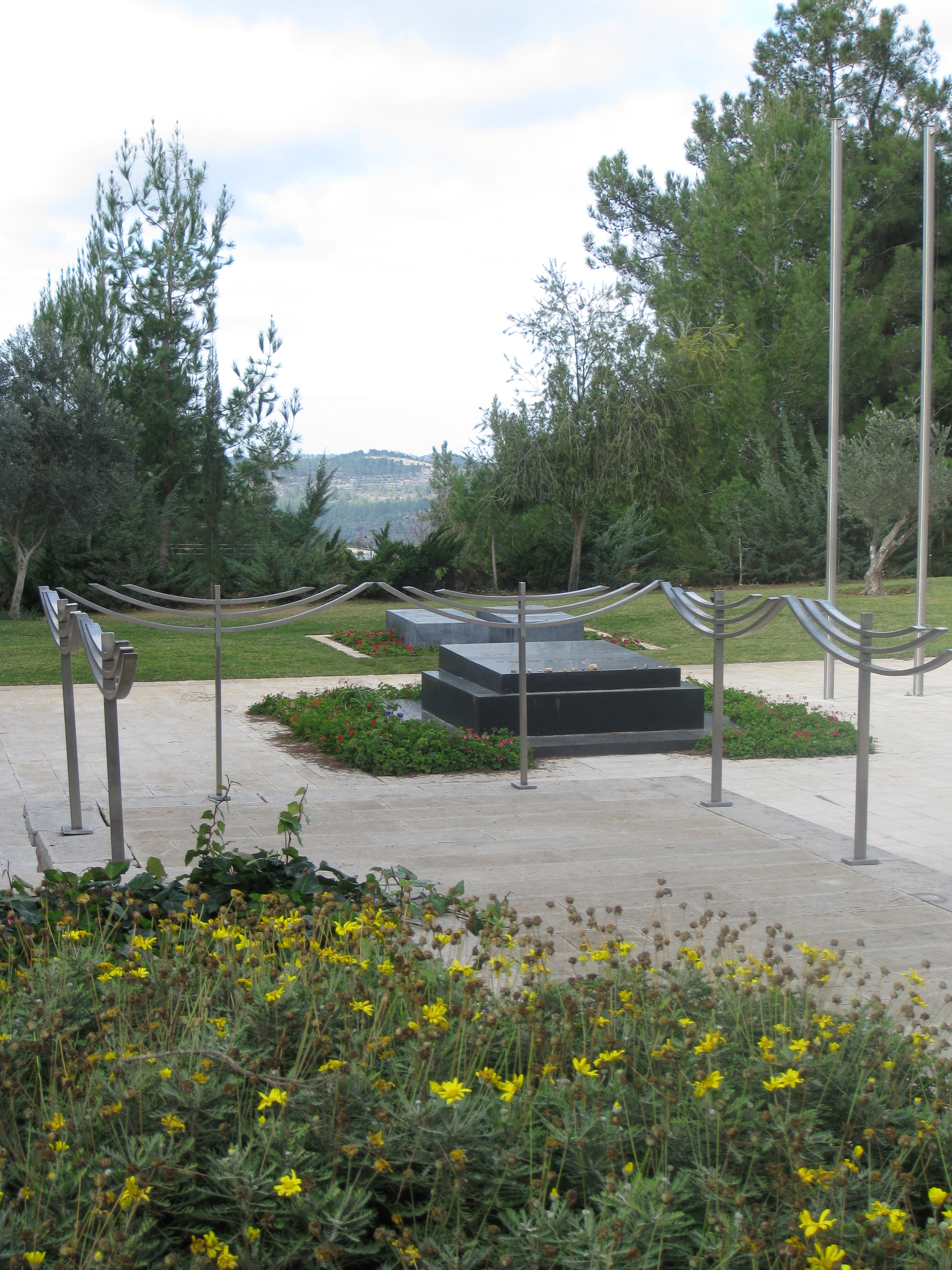
Tomba di Žabotinskij, Monte Herzl, Gerusalemme

Žabotinskij morì per un attacco cardiaco a New York il 4 agosto 1940, mentre era in visita ad un campo militare ebraico di autodifesa, organizzato dal Betar. Fu sepolto nel cimitero New Montefiore di New York e non in Palestina, in base alle sue ultime volontà: "Voglio essere sepolto fuori della Palestina e non voglio essere traslato in Palestina, a meno di una decisione assunta da un eventuale governo ebraico di quel paese".
Inizialmente, dopo la nascita dello Stato d'Israele, il governo guidato dal primo ministro David Ben Gurion non prese alcuna decisione in merito ma nel 1964, poco dopo essere diventato primo ministro, Levi Eshkol ordinò la riesumazione della salma di Žabotinskij e di sua moglie e la sua traslazione nel cimitero del Monte Herzl. Un monumento a Žabotinskij rimane nel suo luogo originario di sepoltura a New York.

## Retaggio e ricordo
Il retaggio di Ze'ev Žabotinskij è mantenuto dal partito israeliano Herut (fusosi con altri partiti di destra per formare il Likud nel 1973): con l'Herut – Movimento Nazionale (allontanatosi dal Likud), con l'Magshimey Herut (movimento attivista) e col Betar (movimento giovanile). Negli Stati Uniti d'America il suo richiamo all'autodifesa ebraica ha condotto alla formazione degli Americani per Israele sicuro e alla Organizzazione per l'autodifesa ebraica (Jewish Defense Organization). Il campo di addestramento della JDO è chiamato "Camp Jabotinsky". In Israele vi sono più strade, parchi e piazze intitolate a lui che a qualsiasi altra figura della storia ebraica o israeliana. La Jabotinsky Medal è concessa per servizio illustre allo Stato d'Israele.

## Attività letteraria
Žabotinskij è stato anche uno scrittore. Le opere teatrali furono scritte all'inizio del Novecento: Krov (Sangue), Ladno (Tutto bene), Chuzhbina (Paese alieno). Sempre a inizio Novecento risale il poema Shaklokh. Nel periodo interbellico redasse due romanzi: Samson Nazorei (Sansone il Nazirei, 1926), Piatero (I cinque, 1935).

## Opere
- Turkey and the War, London, T.F. Unwin, Ltd. [1917]
- Samson the Nazarite, London: M. Secker, [1930]
- The War and The Jew, New York, The Dial Press [c1942]
- The Story of the Jewish Legion, New York, B. Ackerman, incorporated [c1945]
- The Battle for Jerusalem. Vladimir Jabotinsky, John Henry Patterson, Josiah Wedgwood, Pierre van Paassen explains why a Jewish army is indispensable for the survival of a Jewish nation and preservation of world civilization, American Friends of a Jewish Palestine, New York, The Friends, [1941]
- A Pocket Edition of Several Stories Mostly Reactionary, Tel-Aviv: Reproduced by Jabotinsky Institute in Israel, [1984]. Reprint. Originally published: Paris, [1925]
- (EN) The Five: A Novel of Jewish Life in Turn-of-the-Century Odessa, traduzione di Michael R. Katz, Ithaca, Cornell University Press, 2005, ISBN 978-0-8014-4266-7, LCCN 2005002723, OCLC 57549646.

### Articoli e poesie
- La sponda orientale del Giordano (nota anche come "Il Giordano ha due sponde"), un poema di Žabotinskij che è diventato lo slogan di una delle più importanti canzoni del Betar
- Video of Jabotinsky Speaking of Jewish Eastern Palestine, 1934
- Zionism and the Land of Israel, su wzo.org.il (archiviato dall'url originale il 13 giugno 2006).
- Tisha B'Av, 1937, su csuohio.edu. URL consultato il 5 maggio 2019 (archiviato dall'url originale il 16 agosto 2007).
- Instead of Excessive Apology, 1911
- The Ideology of Betar, su betar.co.uk. URL consultato il 21 aprile 2010 (archiviato dall'url originale il 31 gennaio 2009).
- Iron Wall (essay)
- "The Ethics of the Iron Wall", 1923
- Una selezione di scritti di Žabotinskij: The World of Jabotinsky
- Jabotinsky ha tradotto la poesia di Edgar Allan Poe Il corvo in ebraico e russo, e parti della Divina Commedia di Dante in versi in ebraico moderno.

## Citazioni
- “Internazionalmente vi annunciamo che quegli ebrei che non toglieranno la ruggine dell'esilio da loro stessi e che rifiuteranno di radersi la barba e i riccioli saranno cittadini di serie seconda categoria. Non sarà loro dato il diritto di voto". (Da "Outside the encampment", Ha'aretz Newspaper, Oct 22, 1919)
- "La nostra abitudine di rispondere costantemente in modo zelante a ogni rabbino ci ha già provocato un sacco di guai e ne provocherà ancor di più. ... Noi non dobbiamo scusarci per nessuna cosa. Siamo un popolo come tutti gli altri popoli; non abbiamo alcuna intenzione di essere meglio degli altri. Come una delle prime condizioni per l'uguaglianza, reclamiamo il diritto di avere i nostri propri furfanti, esattamente come gli altri popoli ne hanno. ... Non dobbiamo render conto a nessuno, non dobbiamo sederci per essere esaminati da nessuno e nessuno è anziano abbastanza per pretendere una risposta. Noi veniamo di fronte a loro e li lasceremo dopo di loro. Noi siamo quel che siamo, noi siamo buoni per noi stessi, noi non vogliamo cambiare, né faremo quello che gli altri vogliono". (Da Instead of Excessive Apology, 1911)
- "Eliminate la Diaspora, o la Diaspora eliminerà sicuramente voi". (Da "Tisha B'av 1937")

## Opere online di Žabotinskij
- The Iron Wall (1923) (PDF), su jabotinsky.org. URL consultato il 21 aprile 2010 (archiviato dall'url originale il 6 luglio 2010).
- The Ethics of the Iron Wall (1923) (PDF), su jabotinsky.org. URL consultato il 21 aprile 2010 (archiviato dall'url originale il 15 novembre 2013).